# Бенедикт XIV II
Бенедикт XIV II (лат. Benedictus Quartus Decimus, в миру — Жан Каррье, фр. Jean Carrier; умер около 1437) — антипапа с 1429 по 1437 год, в период понтификата пап Мартина V и Евгения IV.

## Биография
В 1406 году Жан Каррье был одним из лидеров повстанческого движения против тулузского архиепископа. Позже антипапа Бенедикт XIII назначил его прокурором монастыря Сен-Жан в Тулузе, затем главным викарием в Арманьяке и кардиналом. Некоторое время он был вынужден скрываться от охотившихся за ним подчинённых папы Мартина V, заочно осудившего его за неподчинение себе.
За некоторое время до своей смерти антипапа Бенедикт XIII призвал к себе четырёх верных ему кардиналов, в числе которых был Жан Каррье, и поручил им избрать своего преемника. 10 июня 1423 года трое из четырёх кардиналов избрали новым авиньонским папой кардинала Хиля Санчеса Муньоса и Карбона, взявшего имя Климент VIII. Четвёртый кардинал, Жан Каррье, который был в это время направлен легатом в Арманьяк и поэтому отсутствовал на данном конклаве, узнав о результате выборов, заявил о своём несогласии с ними.
Вскоре он собрал богословов и каноников в Руэрге, провозгласил себя «коллегией кардиналов, состоящей из одного человека» и единолично назначил папой ризничего Родезского собора Бернара Гарнье, взявшего имя Бенедикт XIV. Каррье всячески скрывал избранного папу от посторонних, опасаясь за его жизнь. К тому же его признавала лишь маленькая группа людей во главе с графом Арманьяка. После смерти Гарнье в 1429 году коллегия из четырёх рукоположённых им кардиналов избрала папой Каррье. Он взял себе такое же имя, как и его предшественник. Каррье за время понтификата рукоположил шесть кардиналов. Однако вскоре растерял всех своих сторонников и в 1433 году попал в плен к графу Фуа, который заключил его в тюрьму. В тюрьме города Фуа он скончался около 1437 года и был похоронен у подножия скалы.